# Cath Étair
Cath Étair [kaθ 'eːdirʴ] („Die Schlacht von Étar“) ist der Name einer Erzählung aus dem Ulster-Zyklus der Irischen Mythologie. Die Sage stammt vermutlich aus dem 11. Jahrhundert und ist im Lebor Laignech („Das Buch von Leinster“) und in einem Manuskript aus dem 16. Jahrhundert erhalten.

## Inhalt
Der fili (Dichter) Aithirne Áilgesach (áilges – „nicht abzulehnende Bitte“) ist in ganz Irland wegen seiner Habgier berüchtigt. Bei einer Rundreise auf der Insel im Auftrag des Ulster-Königs Conchobar mac Nessa stellt er überall derart unziemliche Forderungen an seine Gastgeber, dass er bald in Connacht und Munster alles gegen sich aufgebracht hat. Als er sogar versucht, in Leinster 150 Gattinnen von Adeligen zu rauben, kommt es zur Belagerung der von Aithirne und 100 Ultern verteidigten Festung Étar (Howth, County Fingal bei Dublin) durch die Verfolger.
Beim nun folgende Kampf wird der König von Leinster, Mes Gegra, vom Ulster-Helden Conall Cernach im Zweikampf enthauptet und die Belagerer werden vertrieben. Der aus dem Gehirn Mes Gegras mit Kalk vermischte Ball wird im Triumph nach Ulster zurückgebracht und ist später die Ursache für den Tod von König Conchobar mac Nessa (erzählt in der Sage Aided Chonchobuir).